# Гаттен, Жан
Жа́н Гатте́н Овона́ Нди́ (фр. Jean Gatten Owona Ndi; род. 18 января 1999, Дуала, Камерун) — камерунский футболист, нападающий клуба «Хатлон».

## Карьера
В августе 2020 года перешёл в «Хатлон». Дебютировал в Высшей лиге Таджикистана в матче против «Регар-ТадАЗ». В сезоне 2019/20 Жану удалось отличиться забитым мячом. Уже в следующем сезоне он становится игроком основного состава «Хатлона», отыграв 20 матчей и имея в своём активе 3 мяча.